# Szerelmes hangjegyek
A Szerelmes hangjegyek (eredeti cím High School Musical) 2006-os amerikai zenés film, amit Kenny Ortega rendezett. A főbb szerepében Zachary Efron, Vanessa Hudgens, Ashley Tisdale, Lucas Grabeel, Corbin Bleu és Monique Coleman látható.
Amerikában 2006. január 20-án mutatta be a Disney Channel. Magyarországon 2007. január 1-jén mutatta be a Jetix.

## Cselekménye
A téli szünet alatt egy sípálya menedékházában tartott szilveszteri bulin ismeri meg egymást a középiskolás Bolton Troy és Montez Gabriella. A társaság biztatja őket, hogy énekeljenek egy karaoke-duót a "Valami új kezdete" című számra. A duett nagyon jól sikerül, a fiatalok telefonszámot cserélnek. A szünet után visszatérve az iskolába Troy meglátja Gabriellát az osztályteremben. A lány elmeséli, hogy nemrég költözött az új-mexikói Albuquerque-be (ahol a történet játszódik), és a szünetben beiratkozott a Keleti Gimnáziumba.
Miközben Troy körbevezeti Gabriellát az iskolában, Evans Sharpay, a drámaklub vezetője azt hiszi, hogy Gabriellát érdekli az iskolai zenés produkció szereplőválogatása. Sharpay azonban nem akar magának konkurenciát, ezért kikutatja Gabriella korábbi iskolai eredményeit, és névtelenül tájékoztatja erről McKessie Taylort, az iskolai tudáspróba-csapat kapitányát, hogy az beszervezze Gabriellát a csapatba. Taylor és Gabriella a közös érdeklődési körük miatt összebarátkoznak.
Egy kosárlabdaedzésen Troy gondolatai Gabriella felé kalandoznak és azon mereng, hogy a kosárlabda mellett talán az éneklés is örömet szerezne neki ("Figyelj a játékra"). Gabriella és Troy elmegy a zenés darab szereplőválogatására, ahol Sharpay és ikertestvére, Ryan a "Mi az, amit keresek" című dalt adja elő, Troy és Gabriella azonban habozik, hogy kiálljon-e. Amikor Gabriella csak addigra szedi össze magát, amikor a meghallgatást nemhivatalosan már lezárják, Troy felajánlja, hogy énekel vele. Darbusné, a drámatanárnő azonban közli velük, hogy elkéstek, és otthagyja őket. Nielsen Kelsi - a zeneszerző - a színpadra ejti a kottáját; Troy és Gabriella a segítségére sietnek, és végül együtt éneklik el a dalt. Előadásuk hallatán Darbusné meghívja őket a válogatás második fordulójára. 
Amikor a továbbjutók névsorát kifüggesztik, Sharpay dühös lesz, hogy konkurenciája támad a főszerepért folyó küzdelemben, míg a Vadmacskák kosárlabdacsapata megdöbben, hogy Troy is jelentkezett a meghallgatásra. Miután kiderül, hogy Troy a csapatán kívül is képes tenni valamit, a többi diák is bevallja titkos szenvedélyét és tehetségét ("Ragaszkodj a status quóhoz"). Ez megriasztja Danforth Chadot, Taylor és Troy legjobb barátját, ezért Taylorral ketten tervet készítenek, hogy Troyt és Gabriellát eltérítsék a zenés darabban való énekléstől, és így azok a közelgő versenyre koncentrálhassanak.
Az öltözőben Troyt csapattársai trükkösen ráveszik, hogy azt állítsa: Gabriella és a meghallgatás nem fontos neki. Ezt Gabriella egy rejtett webkamerán keresztül figyeli, amelyet az iskolai tudáspróbázók csapata telepített. Felháborodva Troy vélt árulása és az ő érzéketlen semmibevétele miatt ("Amikor ketten voltunk"), Gabriella úgy dönt, hogy nem megy el a meghallgatás második fordulójára, és távolságot tart Troytól. Troy, akit összezavar Gabriella viselkedése, képtelen a játékra koncentrálni, Gabriella pedig lehangolt. Amikor Chad és a kosárlabdacsapat rájön a tévedésére, elmondják Troynak, mi történt, és felajánlják, hogy támogatják őt a meghallgatás további fordulóin. Taylor is elmagyarázza Gabriellának, hogy félreértés történt, de Gabriella ezt elhárítja, és továbbra is azt hiszi, Troy komolyan gondolta, amit mondott. Aznap este Troy elmegy Gabriella házához, ahol elmagyarázza az igazságot, kibékülnek, és elhatározzák, hogy elmennek a meghallgatásra.
Meghallva Gabriella és Troy gyakorlását, Sharpay megkéri Darbusnét, hogy szervezze át a meghallgatást úgy, hogy az Troy bajnoki meccsével és Gabriella iskolai tudáspróba-versenyével egy időben kezdődjön. Kelsi kihallgatja a beszélgetést, és a kosárlabda- és a tudáspróbázó csapat közösen készít ellentervet. A versenyek napján Taylor és Gabriella az iskola számítógépeit felhasználva késleltetik a bajnoki mérkőzést, meghekkelve a tornaterem áramellátását, és kémiai reakció segítségével evakuálásra kényszerítik a tudáspróbázó csapatot. Troy és Gabriella az aulába rohan, ahol Sharpay és Ryan éppen befejezik előadásukat ("Tánc a csúcsra"). Miután Gabriella és Troy sikeresen előadják a "Kitörés" című dalt, Darbusné nekik adja a főszerepet, így Sharpay és Ryan beugrók lesznek. Mindkét csapat megnyeri a saját versenyét, és az egész iskola összegyűlik a tornateremben, hogy ünnepeljen ("Mindnyájan együtt vagyunk ebben"). Chad randira hívja Taylort, Sharpay pedig fegyverszünetet köt Gabriellával.
Jutalmul azoknak, akik türelmesen végigülik a tízperces stáblistát, egy utolsó utáni jelenetben Baylor Ezekiel "Zeke" James egyedül járkál a tornateremben, amikor Sharpay berohan és kijelenti, hogy zseniálisak a sütik, amiket a lány kapott tőle, és amiket először visszautasított. A lány megöleli, mire a fiú azt mondja, hogy készít neki egy égetett pudingot. Zeke győztesen mosolyog.

## Szereplők

### Bolton, Troy
Troy a kosárcsapat kapitánya, az iskola sztárja. Mindenki az ő barátja akar lenni, de a gimi íratlan szabályai szerint a kosarasok csak kosarasokkal és szurkolókkal, a "könyvmolyok" csak könyvmolyokkal (stb…) barátkozhatnak, így elméletileg Gabriella sem barátkozhatna Troyjal és egyikük sem pályázhatna az iskolai darab főszerepére. Azonban mégis megteszik és ezzel elindítják a nagy lavinát a Keleti Gimiben: mindenki mást is akar csinálni, mint ami a dolga. Végül belátják: a kosarazás nem zárja ki azt, hogy valaki musicalben énekelhessen.

### Montez, Gabriella
Gabriella az új lány a suliban. Abban a reményben érkezik a Keleti Gimibe, hogy nem ő lesz az osztály strébere. Azonban Sharpaynek köszönhetően kiderül, hogy mennyire okos. Az ő hatására jelentkezik Troy a meghallgatásra.

### Evans, Sharpay
Az iskola legnagyobb sztárja, mindig ő kapja az iskolai musicalekben a főszerepeket testvérével, Ryannel. Szeretne Troy barátnője lenni, de sehogy sem jön neki össze, ezen okból is utálja Gabriellát. A többiek szerint, ha megtudná hogy kell egyszerre Rómeót és Júliát játszani akkor a testvérét is kitúrná.

### Dantforth, Chad
Ő a kosárlabda csapat egyik kiemelkedő játékosa és természetesen Troy legjobb barátja. Eleinte ellenzi, hogy Troy is szerepeljen az iskolai színdarabban, de rájön: a barátoknak támogatniuk kell egymást és bocsánatot kér Troytól a viselkedése miatt. Ő lesz Taylor barátja.

### Nielsen, Kelsi
Zeneszerző tele ötletekkel.
Jó hangja és kitűnő szerzeményei vannak. A téli musical az első olyan alkalom, ahová beválogatták a szerzeményeit. Eleinte nagyon tart Sharpaytól.

### McKessie, Taylor
Nagyon okos lány, aki tagja a "Tudós Klubnak". Ő a kémia szakkör vezetője és amikor megkapja a cikket, ami Gabriella egyik sikeres versenyéről készült, rögtön elhatározza, hogy ráveszi a lányt, hogy a Tudás Tízpróba versenyen is vegyen részt. Eleinte lenézi a kosarasokat. Hamar összebarátkozik Gabriellával és igazi barátnők lesznek. Később ő lesz Chad barátnője.

## Szereposztás
| Szerepe                | Színész          | Magyar hang               |
| ---------------------- | ---------------- | ------------------------- |
| Troy Bolton            | Zachary Efron    | Kováts Dániel             |
| Gabriella Montez       | Vanessa Hudgens  | Molnár Ilona              |
| Sharpay Evans          | Ashley Tisdale   | Vadász Bea                |
| Ryan Evans             | Lucas Grabeel    | Stukovszky Tamás          |
| Chad Danforth          | Corbin Bleu      | Czető Roland              |
| Taylor McKessi         | Monique Coleman  | Böhm Anita                |
| Jack Bolton            | Bart Johnson     | Crespo Rodrigo            |
| Ezekiel James Baylor   | Chris Warren Jr. | Heisz Krisztián           |
| Ms. Darbus             | Alyson Reed      | Szórádi Erika             |
| Jason Cross            | Ryne Sanborn     | Ifj. Morassi László       |
| Kelsi Nielsen          | Olesya Rulin     | Csondor Kata              |
| Matsui igazgató        | Joey Miyashima   | Bácskai János             |
| Deszkás srác           | Ryan Templeman   | Papucsek Vilmos           |
| További magyar hangok: | -                | Czető Zsanett Haagen Imre |

## Dalok
| Cím                                  | Énekes                                                            | Jelenet                      |
| ------------------------------------ | ----------------------------------------------------------------- | ---------------------------- |
| Start of Something New               | Troy és Gabriella                                                 | Karaoke az Újévnyitó bulin   |
| Get'cha Head in the Game             | Troy és a csapat                                                  | Kosárlabdaedzésen            |
| What I've Been Looking For           | Sharpay és Ryan                                                   | Meghallgatáson               |
| What I've Been Looking For (Reprise) | Troy és Gabriella                                                 | A meghallgatás után          |
| Stick to the Status Quo              | Zeke és a kosarasok, Martha és a zsenik, korisok, Ryan és Sharpay | Ebédlőben                    |
| When There Was Me and You            | Gabriella                                                         | Gabriella elmélkedik         |
| Bop to the Top                       | Sharpay és Ryan                                                   | Sharpay és Ryan a döntőben   |
| Breaking Free                        | Troy és Gabriella                                                 | Troy és Gabriella a döntőben |
| We're All in This Together           | Mindenki együtt                                                   | Finálé                       |

## Koncertek
A turné 2006. november 29-én indult San Diegóban (Kalifornia). 2007. január 28-áig tartott, és bejárta az USA-t, Kanadát, és Latin-Amerikát.
A koncerten felvonult az összes szereplő, kivéve Zachary Efront, aki helyett Drew Seeley énekelt (ő volt Efron hangja a filmben is). Hallható volt az összes szám a filmből, ezenkívül néhány szerzemény Vanessa Hudgenstől, Ashley Tisdaletől, és Corbin Bleu-tól.